# Okegawa-shuku

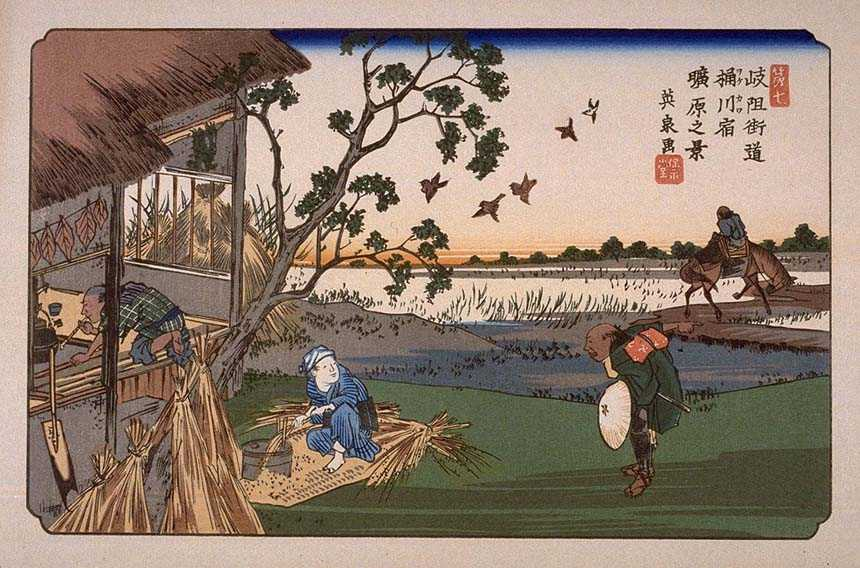
Okegawa-shuku, estampe de Keisai Eisen de la série Les Soixante-neuf Stations du Kiso Kaidō.

Okegawa-shuku (桶川宿, Okegawa-shuku) était la sixième des soixante-neuf stations du Nakasendō. Elle est située dans la ville moderne d'Okegawa, préfecture de Saitama au Japon.

## Histoire
Au temps de sa plus grande prospérité durant la période Edo, il y avait 36 auberges à Okegawa-shuku. Un certain nombre de ses honjin subsistent aujourd'hui. Par ailleurs, le ryokan (auberge) Takemura qui était actif durant la période Edo est toujours ouvert aux affaires aujourd'hui, conservant la même atmosphère de son passé. Le 13 novembre 1861, la princesse Chikako séjourna dans la station.
La ville d'Okegawa gère à présent le Nakasendō shukuba-kan qui propose des informations sur l'ancienne station et fournit des cartes de randonnée qui mènent au honjin et à l'un de ses hatago.

## Stations voisines
Nakasendō
Ageo-shuku – Okegawa-shuku – Kōnosu-shuku